# Episinus rio
Episinus rio är en spindelart som beskrevs av Claude Lévi 1967. Episinus rio ingår i släktet Episinus och familjen klotspindlar. Inga underarter finns listade i Catalogue of Life.